# 賽丁泉2.3米望遠鏡
賽丁泉2.3米望遠鏡是位於賽丁泉天文台，由澳洲國立大學（ANU）管理的望遠鏡。這架2.3米的先進技術望遠鏡是在1980年代建造的，在這個時間點上最重要強調的特色是：經緯儀的加台和同步轉動的圓頂。
儀器包括：
- 積分視場光譜儀 (WiFeS)
- 內史密斯成像儀
- 蓋塞格林IR成像儀 (CASPIR)

這架望遠鏡是許多大型計畫的馬前卒，針對可疑的天體進行先期的觀測，以確定是否需要用更精密的大望遠鏡研究；並且也是訓練研究生市時的從事極度有藝術價值觀測的一個可貴的工具。

## 外部連結
- The 2.3 m Telescope （页面存档备份，存于）

31°16′18″S 149°03′45″E / 31.2717°S 149.0624°E